# Туркин, Андрей Валерьевич
Андрей Валерьевич Туркин (26 февраля 1962, Москва — 22 декабря 1997, Москва) — русский поэт.

## Биография
Родился 26 февраля 1962 года в Москве. С 1982 по 1985 г. учился на филологическом факультете МГУ, откуда был исключен за хулиганство. Впоследствии учился в Литературном институте, но его также не закончил. Работал санитаром, инкассатором, реставратором церквей. В 1990 году был призван в армию.
С середины 1980-х участвует в андерграундых творческих событиях, входил в состав клуба «Поэзия». В 1987 году в газете «Московский комсомолец» были впервые опубликованы стихи Туркина. Совместно с Юлием Гуголевым организовал дуэт «Квас заказан». В рамках дуэта устраивали поэтические чтения и междисциплинарные перфомансы, иногда в качестве третьего участника привлекая Бориса Стучебрюкова. Перфомансы включали в себя чтения стихов, прозы в шумовом сопровождении самодельных инструментов. Первый перфоманс был организован в 1987 году в рамках выставки «Объект-1» в выставочном зале на Малой Грузинской, сами авторы назвали перфоманс «симультанной акцией». Впоследствии они же выступали на XVIII выставке молодых художников в московском Манеже, на выставке арт-группы «Арт-Бля» совместно с Николаем Дмитриевым и Андреем Савиным, а также ряд других выступлений. Совместно с Гуголевым в 1989 году выступает на Центральном телевидении. В этом же году участвует в пробах спектакля «Затоваренная бочкотара» в театре Олега Табакова. В конце 1991 года вместе с группой «Арт-Бля» записывает видео выступления в галерее «А3».
В 1991 году в издании «ИМА-Пресс» вышла книга стихов Туркина с художественными работами Александра Джикии под названием «Общее дело». В 1990-х также печатался в альманахах «Латинский квартал», «Эпсилон-Салон», в антологии «Самиздат века». Участвовал в проектах «Кабаре „Синие ночи ЧК“» и «Кабаре 03» вместе с Алексеем Кортневым и Валдисом Пельшем.
В 1992 году участвует в двух фестивалях в Хельсинки — «Московский десант» и «Искусство Новой России». В этом же году стихи Туркина были опубликованы в англоязычном сборнике современной российской поэзии в Мичигане «Third Wave: The New Russian Poetry», подготовленном Кентом Джонсоном. Стихи Туркина переводились и впоследствии — в 2000 году было опубликовано 8 переводов его стихов на английский.
Погиб 22 декабря 1997 года в Москве в результате несчастного случая (выпал из окна). В 2002 году посмертно вышла книга стихов и прозы «Точка сингулярности (О природе физических тел)». В 2016 году творчеству и биографии поэта была посвящена глава в литературоведческой антологии «Уйти. Остаться. Жить».
В 2016 году стих Андрея Туркина был включён проектом «Arzamas» в подборку самых лаконичных стихотворений русской поэзии:
Что-то сверкнуло над нами!
Что-то сверкнуло, чему б это быть?!
С острым концом и двумя сторонами,
Что-то сверкнуло, и нет его — ыть!

## Критика
Раннее творчество Туркина близко к примитивизму — в частности, Михаил Эпштейн в статье 1987 года называет Туркина представителем современного неопримитивизма. Геннадий Кацов в статье «Нового русского слова» в 1990 году описывает притягательную ироничность его творчества, отмечая его искреннее чтение довольно абсурдных стихов. В другой статье Кацов отмечает близость творчества Туркина к концептуализму и видит его продолжателем обэриутов. В 1989 году статья в газете «Собеседник» называет Туркина «королем стёба и прикола» и отмечает его «очаровательный, непревзойдённый дебилизм». Сам Туркин, рассказывая в 1990 году о своём творчестве, рассказывал о желании делать слова беспредметными, лишать их смысла, после чего «наполнять пустые объекты вакуумом и запаивать их, чтоб смысл не прокрался обратно». Позднее творчество расширяет границы стилей. Так, в критических обзорах, опубликованных в XXI веке, поэта называют наследником «новой искренности» Пригова, в других статьях критики отмечают Туркина как одного из наиболее выдающихся современных русскоязычных авторов образной поэзии, ставя его в один ряд с Дмитрием Воденниковым и Борисом Рыжим.

## Публикации
При жизни Андрей Туркин публиковался в основном в сборниках, после его смерти вышли два отдельных издания его творчества.
Книги:
- Общее дело. — М.: ИМА-пресс, 1992. — 48+48 с. Сдвоенная книга; другая часть — рисунки Александра Джикия.
- Точка сингулярности (О природе физических тел). — М.: ОГИ, 2002. — 160 с. Стихи и проза. Предисловие Михаила Айзенберга.
- Случайное собрание сочинений. — М.: ГЦСИ, 2012. — [68 с.] Стихи и рассказ (ранее не публиковался). Факсимиле рукописей и машинописи.

Сборники:
- «Эпсилон-салон», № 13 (XI.1987).
- «Сине-Фантом».
- «Аврора», № 4, 1989, с.107-109. 3 стихотворения в разделе «Поэзоконцерт».
- «Студенческий меридиан», № 8, 1989.
- «Черновик», № 3 (1990).
- «Латинский квартал», с.81-92.
- «САМ», с.681-682.
- Современная литература народов России. Т.3. Поэзия. Кн.2. / Сост. Л. Костюков. — М.: Пик, 2005. С.353-354.
- Русские стихи 1950—2000 годов. Т.2. / Сост. И. Ахметьев, Г. Лукомников, В. Орлов, А. Урицкий. — М.: Летний сад, 2010. С.687-690.
- «Уйти. Остаться. Жить: Антология Литературных Чтений» (2012—2016). Т.1 / Сост. Б. О. Кутенков, Е. В. Семёнова, И. Б. Медведева, В. В. Коркунов. — М.: ЛитГОСТ, 2016. С.371-381. (На с.377-381 статьи Бориса Стучебрюкова и Александра Джикия.)